# Doleschallia varus
Doleschallia varus är en fjärilsart som beskrevs av Hans Fruhstorfer 1912. Doleschallia varus ingår i släktet Doleschallia och familjen praktfjärilar. Inga underarter finns listade i Catalogue of Life.